# Malý Slavkov
Malý Slavkov (deutsch Kleinschlagendorf, ungarisch Kisszalók) ist eine Gemeinde im Norden der Slowakei mit 1269 Einwohnern (31. Dezember 2024). Sie gehört zum Okres Kežmarok, einem Teil des Prešovský kraj.

## Geographie
Die Gemeinde befindet sich im Becken Popradská kotlina (Teil der größeren Podtatranská kotlina) am Bach Slavkovský jarok unter der Hohen Tatra. Das Ortszentrum liegt auf einer Höhe von 652 m n.m. und ist vier Kilometer von Kežmarok gelegen.

## Geschichte
Malý Slavkov wurde zum ersten Mal 1251 als Zolok schriftlich erwähnt und war am Anfang ein Grenzdorf am Nordrand des damaligen ungarischen Staates im Schatten der Stadt Käsmark.
Von 1974 bis 1995 war Malý Slavkov Teil der Stadt Kežmarok.

## Bevölkerung
| Jahr                | 1994 | 2004 | 2014     | 2024     |
| ------------------- | ---- | ---- | -------- | -------- |
| Anzahl der Personen | 0    | 840  | 991      | 1269     |
| Unterschied         |      | –    | +17,97 % | +28,05 % |

| Jahr                | 2023 | 2024    |
| ------------------- | ---- | ------- |
| Anzahl der Personen | 1246 | 1269    |
| Unterschied         |      | +1,84 % |

Ergebnisse nach der Volkszählung 2001 (774 Einwohner):
| Nach Ethnie: - 77,91 % Slowaken - 21,71 % Zigeuner - 0,13 % Deutsche - 0,13 % Tschechen | Nach Religion: - 96,51 % römisch-katholisch - 1,94 % konfessionslos - 0,65 % evangelisch - 0,52 % griechisch-katholisch - 0,39 % keine Angabe |

## Sehenswürdigkeiten

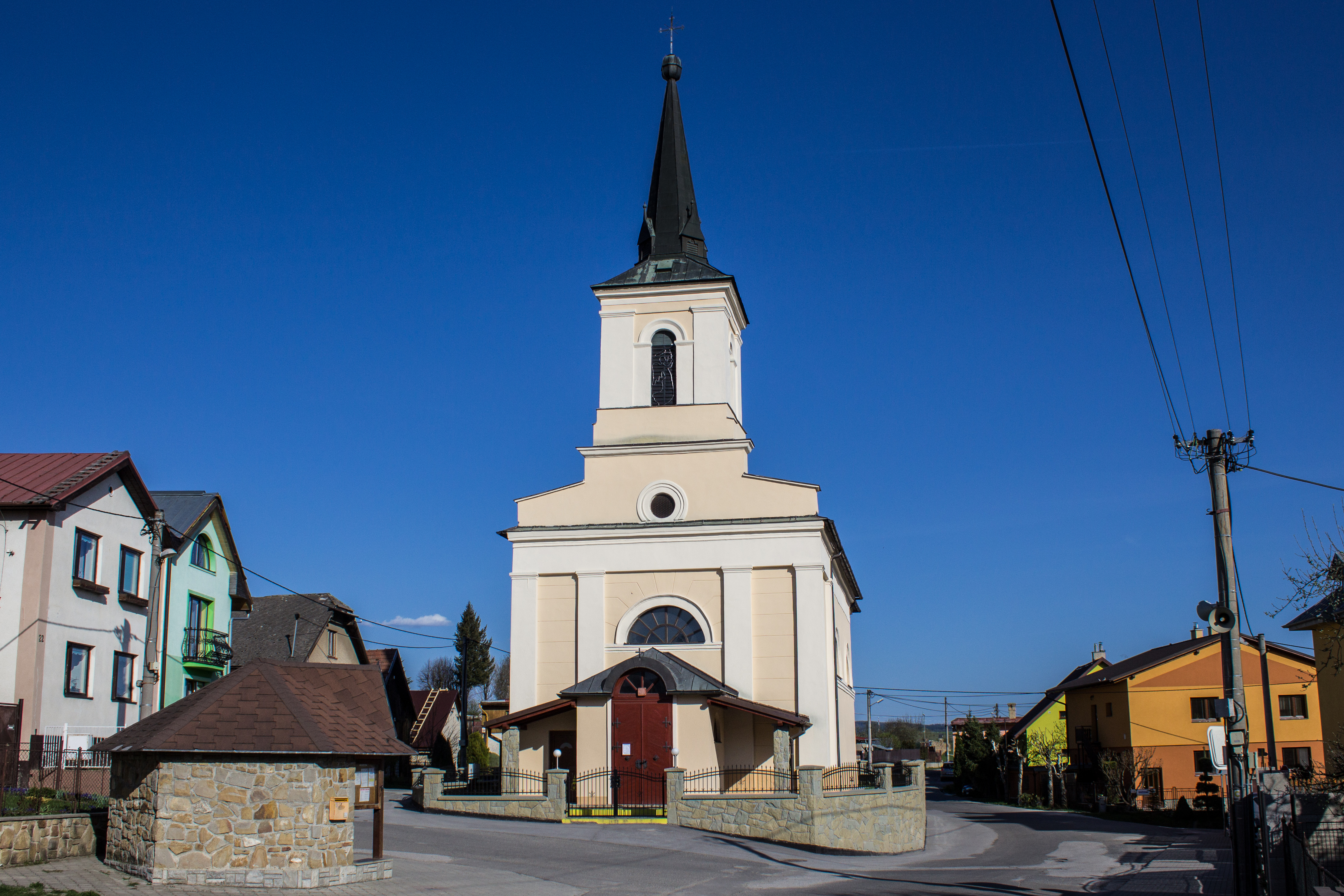
Kirche in Malý Slavkov

- römisch-katholische Kirche St. Michael von 1711